# Punk prima di te
Punk prima di te è un album punk rock di Enrico Ruggeri, pubblicato nel 2004.

## Il disco
Fra le quattordici tracce, le prime sette sono reinterpretazioni di vecchi brani dei Decibel, il gruppo col quale il cantante milanese ha esordito nel 1977, ed altrettante sono cover di brani in lingua inglese, in un repertorio che spazia dai Ramones, ai Clash, agli Stranglers. Le cover escono anche in un CD intitolato Rock'n'Rouge, allegato alla rivista Rockstar.
Nella copertina sono presenti Ruggeri in stile Decibel, con i capelli biondi e gli occhiali da sole che fino al 1987 gli servivano per correggere la sua grave miopia, e l'allora quattordicenne figlio Pierenrico "Pico" Ruggeri.

## Tracce
1. Figli di... – 3:43
2. LSD Flash – 3:06
3. Superstar – 5:27
4. New York – 4:22
5. Il lavaggio del cervello – 4:20
6. Indigestione disko – 4:00
7. Mano armata – 3:52
8. God Save the Queen – 3:15
9. The Jean Genie – 4:10
10. The Guns of Brixton – 3:31
11. Sweet Jane – 4:38
12. I Wanna Be Sedated – 2:35
13. All the Young Dudes – 3:50
14. No More Heroes – 3:17

## Formazione
- Enrico Ruggeri – voce
- Luigi Schiavone – chitarra
- Pino Di Pietro – tastiera, cori
- Lorenzo Poli – basso, cori
- Marco Orsi – batteria